# Czesław Blicharski
Czesław Eugeniusz Blicharski (ur. 5 lipca 1918 w Tarnopolu, zm. 21 marca 2015 w Zabrzu) – plutonowy bombardier Polskich Sił Powietrznych w Wielkiej Brytanii, po wojnie kolekcjoner i historyk amator opisujący dzieje Tarnopola.

## Życiorys
Syn Michała, kolejarza, i Zuzanny zd. Pacior. Ukończył Szkołę Ćwiczeń przy Państwowym Seminarium Nauczycielskim Męskim im. Henryka Sienkiewicza w Tarnopolu, a następnie II Państwowe Gimnazjum im. Juliusza Słowackiego w Tarnopolu. W 1936 roku podjął studia prawnicze na Uniwersytecie Jana Kazimierza we Lwowie, przerwane napaścią niemiecko-rosyjską na Polskę. W jesieni 1939 roku próbował wraz z trzema braćmi przedostać się na Węgry, ale został aresztowany przez NKWD i zesłany do łagru koło Archangielska, a następnie do Workuty. Zwolniony po układzie Sikorski-Majski. W czasie wojny służył w dywizjonie 300, biorąc udział w wielu lotach bojowych nad Niemcami. Uczestniczył także w zrzutach żywności dla Holendrów (Operacja Manna) i w bombardowaniu Drezna. Ostatnim lotem było bombardowanie kwatery Hitlera w Alpach. Jego kolegą z tych czasów był późniejszy aktor Mieczysław Pawlikowski. 
Po wojnie dokończył studia prawnicze w Anglii wyemigrował do Argentyny, w 1956 powrócił do Polski. Po zakończeniu pracy zawodowej w 1978 zajął się pisaniem historii Tarnopola i polski Kresów Wschodnich. Wraz z żoną Kazimierą Blicharską jest autorem obszernego „Archiwum Tarnopolskiego” przekazanego Bibliotece Jagiellońskiej. W 2014 otrzymał nagrodę Kustosz Pamięci Narodowej.

Pochowany na cmentarzu parafialnym w Zabrzu-Biskupicach. 

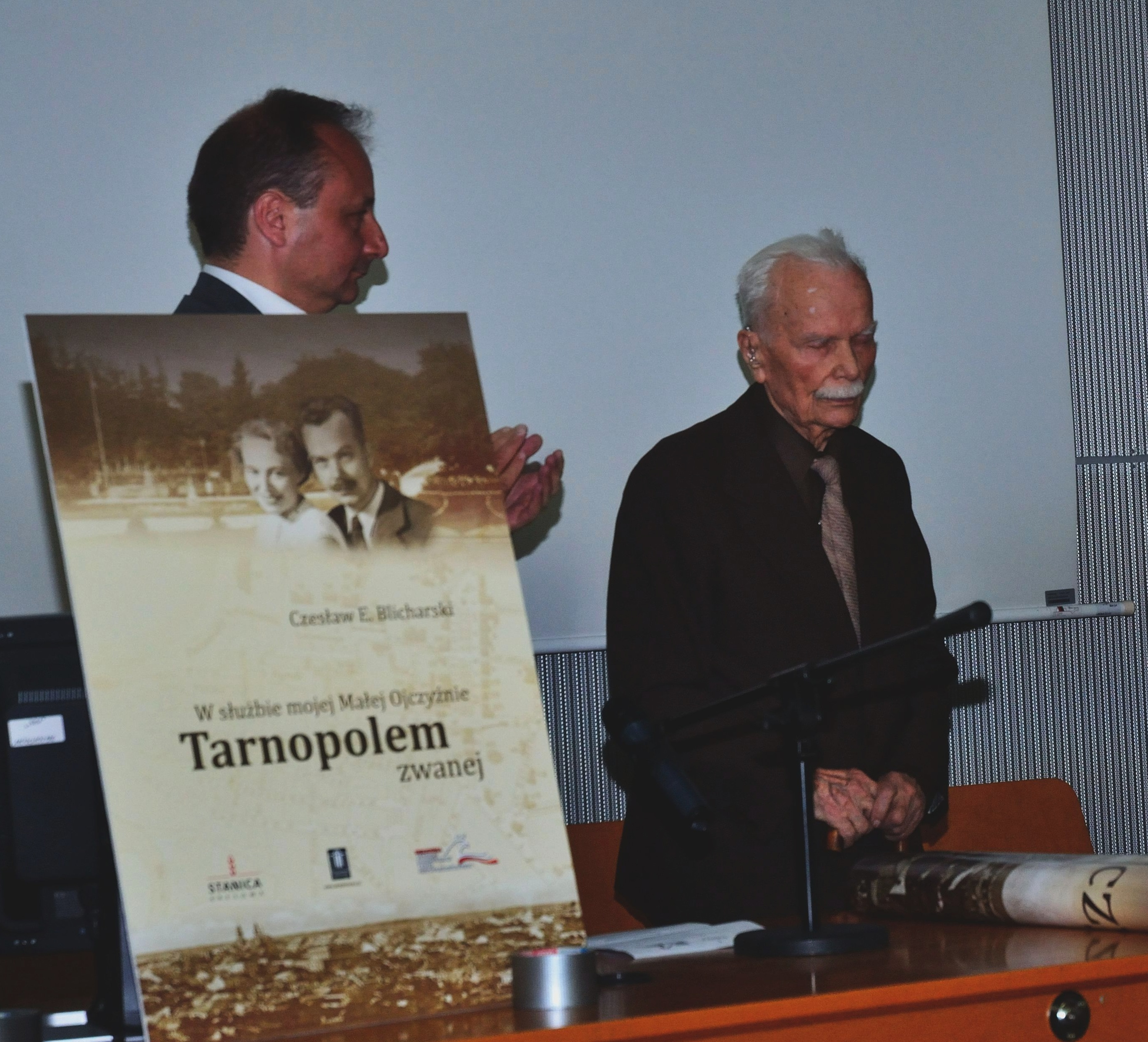
Czesław Blicharski na spotkaniu autorskim w Jagiellonce (2013)

## Ordery i odznaczenia
- Krzyż Oficerski Orderu Odrodzenia Polski (2008)[7][8].
- Krzyż Walecznych
- Medal Lotniczy (trzykrotnie)
- Medal Wojska
- Krzyż Zesłańców Sybiru
- Gwiazda za Wojnę 1939–1945
- Medal Obrony
- Medal Wojny 1939–1945
- Gwiazda Francji i Niemiec
- Polowy Znak Bombardiera nr 116[9]

Jego bratem był m.in. Wacław Blicharski.